# Ligue des nations de la CONCACAF 2019-2020
Navigation
2022-2023
La Ligue des nations de la CONCACAF 2019-2020 est la saison inaugurale de la Ligue des nations de la CONCACAF.
Le 3 avril 2020, la CONCACAF annonce que la phase finale, qui était initialement prévue en juin, est reportée à une date ultérieure, en raison de la pandémie de Covid-19.

## Format
La nouvelle compétition est annoncée en novembre 2017 après qu'un format préliminaire ne soit évoqué au trente-deuxième congrès de la CONCACAF en avril 2016 à Oranjestad, Aruba.
Les équipes participantes à la Ligue des nations sont divisées en trois ligues après un tournoi de classement. Un champion est finalement couronné au terme de chaque édition de la compétition. Pour répartir les équipes dans les différentes ligues, le tournoi de classement a lieu entre septembre 2018 et mars 2019, en plus de déterminer quelles sélections nationales se qualifieront pour la prochaine Gold Cup. Un système de promotion et relégation est effectif entre les trois ligues,.
Le format final et le calendrier de la première Ligue des nations est dévoilé le 7 mars 2018 à Miami Beach en Floride.
Le format utilisé a été créé par le Chilien Leandro A. Shara

## Participants
Les sélections des 41 fédérations de la CONCACAF disputent cette compétition. Le Guatemala, suspendu par la FIFA lors du tournoi de classement, intègre directement la ligue C.
Les six sélections ayant participé au cinquième tour des éliminatoires de la Coupe du monde de football de 2018 sont automatiquement classées dans le plus haut niveau de la Ligue des nations. Les 34 autres sélections doivent alors passer par un tournoi de classement et leur position dans les différents pots pour le tirage au sort est déterminée par leur classement CONCACAF.
| Meilleures équipes                                              | Tournoi de classement                                            | Tournoi de classement                                                                                                  | Tournoi de classement                                                                                   | Tournoi de classement |
| Meilleures équipes                                              | Groupe 1                                                         | Groupe 2 | Groupe 3                                                                                                | Groupe 4 |
| --------------------------------------------------------------- | ---------------------------------------------------------------- | --- | --- | --- |
| Costa Rica Mexique États-Unis Honduras Panama Trinité-et-Tobago | Jamaïque Canada Haïti Salvador Martinique Cuba Guyane Guadeloupe | Nicaragua Saint-Christophe-et-Niévès Curaçao Suriname Antigua-et-Barbuda République dominicaine Bermudes Guyana Belize | Bonaire Grenade Saint-Vincent-et-les-Grenadines Sainte-Lucie Barbade Porto Rico Bahamas Dominique Aruba | Îles Caïmans Îles Turques-et-Caïques Montserrat Îles Vierges britanniques Îles Vierges des États-Unis Saint-Martin Sint Maarten Anguilla |

## Calendrier
Le calendrier du tournoi de classement est présenté le 5 mars 2018 avant que le calendrier de la compétition inaugurale ne soit annoncé le 7 mars suivant.
| Tour                              | Nom                                             | Dates                                                      | Équipes participantes |
| Tournoi de classement (2018-2019) |                                                 |                                                            |                       |
| Tournoi de classement             | Journée 1 Journée 2 Journée 3 Journée 4         | 3-11 septembre 8-16 octobre 12-20 novembre 18-26 mars 2019 | 34                    |
| Ligue des nations (2019)          |                                                 |                                                            |                       |
| Phase de groupes                  | Journées 1 et 2 Journées 3 et 4 Journées 5 et 6 | 2-10 septembre 7-15 octobre 11-19 novembre                 | 41                    |
| Phase finale (2021)               |                                                 |                                                            |                       |
| Demi-finales                      | Demi-finales                                    | 3 juin                                                     | 4                     |
| 3e place                          | 3e place                                        | 6 juin                                                     | 2                     |
| Finale                            | Finale                                          | 6 juin                                                     | 2                     |

## Ligues

### Composition des ligues
Après le tournoi de classement, les sélections sont réparties dans les trois différentes ligues.
| Ligue A           | Ligue A | Ligue A    |
| Équipe            | Coeff   | Classement |
| ----------------- | ------- | ---------- |
| Mexique           | 1,998   | 1          |
| États-Unis        | 1,863   | 2          |
| Costa Rica        | 1,752   | 3          |
| Honduras          | 1,630   | 4          |
| Panama            | 1,579   | 5          |
| Canada            | 1,471   | 7          |
| Haïti             | 1,359   | 10         |
| Trinité-et-Tobago | 1,342   | 11         |
| Martinique        | 1,286   | 12         |
| Cuba              | 1,152   | 13         |
| Curaçao           | 1,079   | 15         |
| Bermudes          | 865     | 23         |

| Ligue B                         | Ligue B | Ligue B    |
| Équipe                          | Coeff   | Classement |
| ------------------------------- | ------- | ---------- |
| Jamaïque                        | 1,507   | 6          |
| Salvador                        | 1,380   | 9          |
| Nicaragua                       | 1,083   | 14         |
| Guyane                          | 1,057   | 16         |
| Saint-Christophe-et-Niévès      | 1,018   | 18         |
| République dominicaine          | 983     | 19         |
| Suriname                        | 975     | 20         |
| Guyana                          | 953     | 21         |
| Antigua-et-Barbuda              | 930     | 22         |
| Belize                          | 831     | 24         |
| Saint-Vincent-et-les-Grenadines | 821     | 25         |
| Sainte-Lucie                    | 813     | 26         |
| Grenade                         | 749     | 28         |
| Aruba                           | 638     | 31         |
| Dominique                       | 593     | 32         |
| Montserrat                      | 478     | 35         |

| Ligue C                     | Ligue C | Ligue C    |
| Équipe                      | Coeff   | Classement |
| --------------------------- | ------- | ---------- |
| Guatemala                   | 1,419   | 8          |
| Guadeloupe                  | 1,054   | 17         |
| Bonaire                     | 766     | 27         |
| Barbade                     | 707     | 29         |
| Porto Rico                  | 665     | 30         |
| Bahamas                     | 582     | 33         |
| Îles Caïmans                | 532     | 34         |
| Îles Turques-et-Caïques     | 453     | 36         |
| Îles Vierges des États-Unis | 392     | 37         |
| Saint-Martin                | 338     | 38         |
| Sint Maarten                | 328     | 39         |
| Îles Vierges britanniques   | 257     | 40         |
| Anguilla                    | 250     | 41         |

### Tirage au sort
Le tirage au sort a lieu le 27 mars 2019 au Cosmopolitan of Las Vegas de Las Vegas, au Nevada. Dans chaque ligue, une équipe de chaque chapeau est tirée dans chaque groupe, faisant ainsi 4 groupes de 3 dans la Ligue A, 4 groupes de 4 dans la ligue B, 1 groupe de 4 et 3 groupes de 3 dans la ligue C. Aucune restriction politique ou géographique n'est incluse dans ce tirage au sort.

### Ligue A

#### Phase de groupes
Légende des classements
- Qualification pour la phase finale et la Gold Cup 2021
- Qualification pour la Gold Cup 2021
- Relégation en Ligue B et qualification pour les éliminatoires de la Gold Cup 2021

##### Groupe A
| Rang | Équipe     | Pts | J | G | N | P | Bp | Bc | Diff |  | Résultats (▼ dom., ► ext.) |     |     |     |
| ---- | ---------- | --- | - | - | - | - | -- | -- | ---- |  | -------------------------- | --- | --- | --- |
| 1    | États-Unis | 9   | 4 | 3 | 0 | 1 | 15 | 3  | +12  |  | États-Unis                 |     | 4-1 | 7-0 |
| 2    | Canada     | 9   | 4 | 3 | 0 | 1 | 10 | 4  | +6   |  | Canada                     | 2-0 |     | 6-0 |
| 3    | Cuba       | 0   | 4 | 0 | 0 | 4 | 0  | 18 | -18  |  | Cuba                       | 0-4 | 0-1 |     |

##### Groupe B
| Rang | Équipe   | Pts | J | G | N | P | Bp | Bc | Diff |  | Résultats (▼ dom., ► ext.) |     |     |     |
| ---- | -------- | --- | - | - | - | - | -- | -- | ---- |  | -------------------------- | --- | --- | --- |
| 1    | Mexique  | 12  | 4 | 4 | 0 | 0 | 13 | 3  | +10  |  | Mexique                    |     | 3-1 | 2-1 |
| 2    | Panama   | 3   | 4 | 1 | 0 | 3 | 5  | 9  | -4   |  | Panama                     | 0-3 |     | 0-2 |
| 3    | Bermudes | 3   | 4 | 1 | 0 | 3 | 5  | 11 | -6   |  | Bermudes                   | 1-5 | 1-4 |     |

##### Groupe C
| Rang | Équipe            | Pts | J | G | N | P | Bp | Bc | Diff |  | Résultats (▼ dom., ► ext.) |     |     |     |
| ---- | ----------------- | --- | - | - | - | - | -- | -- | ---- |  | -------------------------- | --- | --- | --- |
| 1    | Honduras          | 10  | 4 | 3 | 1 | 0 | 8  | 1  | +7   |  | Honduras                   |     | 1-0 | 4-0 |
| 2    | Martinique        | 3   | 4 | 0 | 3 | 1 | 4  | 5  | -1   |  | Martinique                 | 1-1 |     | 1-1 |
| 3    | Trinité-et-Tobago | 2   | 4 | 0 | 2 | 2 | 3  | 9  | -6   |  | Trinité-et-Tobago          | 0-2 | 2-2 |     |

##### Groupe D
| Rang | Équipe     | Pts | J | G | N | P | Bp | Bc | Diff |  | Résultats (▼ dom., ► ext.) |     |     |     |
| ---- | ---------- | --- | - | - | - | - | -- | -- | ---- |  | -------------------------- | --- | --- | --- |
| 1    | Costa Rica | 6   | 4 | 1 | 3 | 0 | 4  | 3  | +1   |  | Costa Rica                 |     | 0-0 | 1-1 |
| 2    | Curaçao    | 5   | 4 | 1 | 2 | 1 | 3  | 3  | 0    |  | Curaçao                    | 1-2 |     | 1-0 |
| 3    | Haïti      | 3   | 4 | 0 | 3 | 1 | 3  | 4  | -1   |  | Haïti                      | 1-1 | 1-1 |     |

#### Phase finale de la Ligue des nations

##### Classement
Les quatre équipes sont classées en fonction de leurs résultats en phase de groupes pour déterminer les affrontements en demi-finale. La première tête de série joue la quatrième tête de série et la deuxième tête de série joue la troisième tête de série.
| Rang | Équipe     | Pts | J | G | N | P | Bp | Bc | Diff |
| ---- | ---------- | --- | - | - | - | - | -- | -- | ---- |
| 1    | Mexique    | 12  | 4 | 4 | 0 | 0 | 13 | 3  | +10  |
| 2    | Honduras   | 10  | 4 | 3 | 1 | 0 | 8  | 1  | +7   |
| 3    | États-Unis | 9   | 4 | 3 | 0 | 1 | 15 | 3  | +12  |
| 4    | Costa Rica | 6   | 4 | 1 | 3 | 0 | 4  | 3  | +1   |

##### Tableau
|  | Demi-finales                                    | Demi-finales                                    | Demi-finales                                    | Demi-finales                                    |                               |            | Finale                                          | Finale                                          | Finale                                          | Finale                                          |
|  |                                                 |                                                 |                                                 |                                                 |                               |            |                                                 |                                                 |                                                 |                                                 |
|  | 3 juin 2021, Empower Field at Mile High, Denver | 3 juin 2021, Empower Field at Mile High, Denver | 3 juin 2021, Empower Field at Mile High, Denver | 3 juin 2021, Empower Field at Mile High, Denver |                               |            | 6 juin 2021, Empower Field at Mile High, Denver | 6 juin 2021, Empower Field at Mile High, Denver | 6 juin 2021, Empower Field at Mile High, Denver | 6 juin 2021, Empower Field at Mile High, Denver |
|  | Honduras                                        | Honduras                                        | 0                                               | 0                                               |                               |            | 6 juin 2021, Empower Field at Mile High, Denver | 6 juin 2021, Empower Field at Mile High, Denver | 6 juin 2021, Empower Field at Mile High, Denver | 6 juin 2021, Empower Field at Mile High, Denver |
|  | Honduras                                        | Honduras                                        | 0                                               | 0                                               |                               |            | 6 juin 2021, Empower Field at Mile High, Denver | 6 juin 2021, Empower Field at Mile High, Denver | 6 juin 2021, Empower Field at Mile High, Denver | 6 juin 2021, Empower Field at Mile High, Denver |
|  | États-Unis                                      | États-Unis                                      | 2                                               | 2                                               |                               |            | 6 juin 2021, Empower Field at Mile High, Denver | 6 juin 2021, Empower Field at Mile High, Denver | 6 juin 2021, Empower Field at Mile High, Denver | 6 juin 2021, Empower Field at Mile High, Denver |
|  | États-Unis                                      | États-Unis                                      | 2                                               | 2                                               | États-Unis                    | États-Unis | 3 ap                                            | 3 ap                                            |                                                 |                                                 |
|  | 3 juin 2021, Empower Field at Mile High, Denver |                                                 |                                                 |                                                 | États-Unis                    | États-Unis | 3 ap                                            | 3 ap                                            |                                                 |                                                 |
|  |                                                 |                                                 | Mexique                                         | Mexique                                         | 2                             | 2          |                                                 |                                                 |                                                 |                                                 |
|  | Mexique                                         | Mexique                                         | Mexique                                         | Mexique                                         | 2                             | 2          | 0 (5)tab                                        | 0 (5)tab                                        |                                                 |                                                 |
|  | Mexique                                         | Mexique                                         |                                                 |                                                 |                               |            |                                                 | 0 (5)tab                                        |                                                 |                                                 |
|  | Costa Rica                                      | Costa Rica                                      | 0 (4)                                           | 0 (4)                                           |                               |            |                                                 |                                                 |                                                 |                                                 |
|  | Costa Rica                                      | Costa Rica                                      | 0 (4)                                           | 0 (4)                                           | Match pour la troisième place |            |                                                 |                                                 |                                                 |                                                 |
|  |                                                 |                                                 |                                                 |                                                 |                               |            |                                                 |                                                 |                                                 |                                                 |
|  | 6 juin 2021, Empower Field at Mile High, Denver |                                                 |                                                 |                                                 |                               |            |                                                 |                                                 |                                                 |                                                 |
|  | Honduras                                        | Honduras                                        | 2 (5) tab                                       | 2 (5) tab                                       |                               |            |                                                 |                                                 |                                                 |                                                 |
|  | Honduras                                        | Honduras                                        | 2 (5) tab                                       | 2 (5) tab                                       |                               |            |                                                 |                                                 |                                                 |                                                 |
|  | Costa Rica                                      | Costa Rica                                      | 2 (4)                                           | 2 (4)                                           |                               |            |                                                 |                                                 |                                                 |                                                 |
|  | Costa Rica                                      | Costa Rica                                      | 2 (4)                                           | 2 (4)                                           |                               |            |                                                 |                                                 |                                                 |                                                 |

##### Demi-finales
| Match 1                          | Honduras | 0 - 1   | États-Unis     | Empower Field at Mile High, Denver                      |                                                         |
| 3 juin 2021 17h30 (heure locale) |          | (0 - 0) | 89e Siebatcheu | Arbitrage : Oshane Nation Arbitre vidéo : Erick Miranda | Arbitrage : Oshane Nation Arbitre vidéo : Erick Miranda |
| 3 juin 2021 17h30 (heure locale) | Rapport  |         |                | Arbitrage : Oshane Nation Arbitre vidéo : Erick Miranda | Arbitrage : Oshane Nation Arbitre vidéo : Erick Miranda |

| Match 2                          | Mexique                                   | 0 - 0             | Costa Rica                                | Empower Field at Mile High, Denver                   |                                                      |
| 3 juin 2021 20h30 (heure locale) |                                           | (0 - 0)           |                                           | Arbitrage : Bryan López Arbitre vidéo : Drew Fischer | Arbitrage : Bryan López Arbitre vidéo : Drew Fischer |
| 3 juin 2021 20h30 (heure locale) | Rapport                                   |                   |                                           | Arbitrage : Bryan López Arbitre vidéo : Drew Fischer | Arbitrage : Bryan López Arbitre vidéo : Drew Fischer |
| 3 juin 2021 20h30 (heure locale) | Antuna Lozano Pineda Pulido Romo Gallardo | Tirs au but 5 - 4 | Venegas Duarte Alfaro Lassiter Calvo Cruz | Arbitrage : Bryan López Arbitre vidéo : Drew Fischer | Arbitrage : Bryan López Arbitre vidéo : Drew Fischer |

##### Match pour la troisième place
| Match 3                          | Honduras                                    | 2 - 2             | Costa Rica                                | Empower Field at Mile High, Denver                 |                                                    |
| 6 juin 2021 16h30 (heure locale) | E. Rodríguez 48e Elis 80e                   | (0 - 1)           | 8e Campbell 85e Calvo                     | Arbitrage : Reon Radix Arbitre vidéo : Chris Penso | Arbitrage : Reon Radix Arbitre vidéo : Chris Penso |
| 6 juin 2021 16h30 (heure locale) | Rapport                                     |                   |                                           | Arbitrage : Reon Radix Arbitre vidéo : Chris Penso | Arbitrage : Reon Radix Arbitre vidéo : Chris Penso |
| 6 juin 2021 16h30 (heure locale) | A. López Elis Benguché Toro Acosta Alvarado | Tirs au but 5 - 4 | Venegas Calvo Lassiter Torres Mora Tejeda | Arbitrage : Reon Radix Arbitre vidéo : Chris Penso | Arbitrage : Reon Radix Arbitre vidéo : Chris Penso |

##### Finale
| Match 4                          | États-Unis                                     | 3 - 2 a. p.           | Mexique                | Empower Field at Mile High, Denver                                       |                                                                          |
| 6 juin 2021 19h30 (heure locale) | Reyna 27e · McKennie 82e · Pulisic 114e (pen.) | (1 - 1, 2 - 2, 2 - 2) | 2e Corona · 79e Lainez | Spectateurs : 37 648 Arbitrage : John Pitti Arbitre vidéo : Drew Fischer | Spectateurs : 37 648 Arbitrage : John Pitti Arbitre vidéo : Drew Fischer |
| 6 juin 2021 19h30 (heure locale) | Rapport                                        |                       |                        | Spectateurs : 37 648 Arbitrage : John Pitti Arbitre vidéo : Drew Fischer | Spectateurs : 37 648 Arbitrage : John Pitti Arbitre vidéo : Drew Fischer |

### Ligue B
Légende des classements
- Promotion en Ligue A et qualification pour la Gold Cup 2021
- Qualification pour les éliminatoires de la Gold Cup 2021
- Relégation en Ligue C

#### Groupe A
| Rang | Équipe                     | Pts | J | G | N | P | Bp | Bc | Diff |  | Résultats (▼ dom., ► ext.) |     |     |     |     |
| ---- | -------------------------- | --- | - | - | - | - | -- | -- | ---- |  | -------------------------- | --- | --- | --- | --- |
| 1    | Grenade                    | 14  | 6 | 4 | 2 | 0 | 8  | 4  | +4   |  | Grenade                    |     | 1-0 | 3-2 | 2-1 |
| 2    | Guyane                     | 8   | 6 | 2 | 2 | 2 | 8  | 6  | +2   |  | Guyane                     | 0-0 |     | 3-0 | 3-1 |
| 3    | Belize                     | 6   | 6 | 2 | 0 | 4 | 6  | 12 | -6   |  | Belize                     | 1-2 | 2-0 |     | 0-4 |
| 4    | Saint-Christophe-et-Niévès | 5   | 6 | 1 | 2 | 3 | 8  | 8  | 0    |  | Saint-Christophe-et-Niévès | 0-0 | 2-2 | 0-1 |     |

#### Groupe B
| Rang | Équipe                 | Pts | J | G | N | P | Bp | Bc | Diff |  | Résultats (▼ dom., ► ext.) |     |     |     |     |
| ---- | ---------------------- | --- | - | - | - | - | -- | -- | ---- |  | -------------------------- | --- | --- | --- | --- |
| 1    | Salvador               | 15  | 6 | 5 | 0 | 1 | 10 | 1  | +9   |  | Salvador                   |     | 1-0 | 2-0 | 3-0 |
| 2    | Montserrat             | 8   | 6 | 2 | 2 | 2 | 4  | 5  | -1   |  | Montserrat                 | 0-2 |     | 2-1 | 1-1 |
| 3    | République dominicaine | 7   | 6 | 2 | 1 | 3 | 5  | 5  | 0    |  | République dominicaine     | 1-0 | 0-0 |     | 3-0 |
| 4    | Sainte-Lucie           | 4   | 6 | 1 | 1 | 4 | 2  | 10 | -8   |  | Sainte-Lucie               | 0-2 | 0-1 | 1-0 |     |

#### Groupe C
| Rang | Équipe             | Pts | J | G | N | P | Bp | Bc | Diff |  | Résultats (▼ dom., ► ext.) |     |     |     |     |
| ---- | ------------------ | --- | - | - | - | - | -- | -- | ---- |  | -------------------------- | --- | --- | --- | --- |
| 1    | Jamaïque           | 16  | 6 | 5 | 1 | 0 | 21 | 1  | +20  |  | Jamaïque                   |     | 1-1 | 6-0 | 2-0 |
| 2    | Guyana             | 10  | 6 | 3 | 1 | 2 | 12 | 10 | +2   |  | Guyana                     | 0-4 |     | 5-1 | 4-2 |
| 3    | Antigua-et-Barbuda | 9   | 6 | 3 | 0 | 3 | 8  | 17 | -9   |  | Antigua-et-Barbuda         | 0-2 | 2-1 |     | 2-1 |
| 4    | Aruba              | 0   | 6 | 0 | 0 | 6 | 5  | 18 | -13  |  | Aruba                      | 0-6 | 0-1 | 2-3 |     |

#### Groupe D
| Rang | Équipe                          | Pts | J | G | N | P | Bp | Bc | Diff |  | Résultats (▼ dom., ► ext.)      |     |     |     |     |
| ---- | ------------------------------- | --- | - | - | - | - | -- | -- | ---- |  | ------------------------------- | --- | --- | --- | --- |
| 1    | Suriname                        | 13  | 6 | 4 | 1 | 1 | 16 | 5  | +11  |  | Suriname                        |     | 0-1 | 6-0 | 4-0 |
| 2    | Saint-Vincent-et-les-Grenadines | 11  | 6 | 3 | 2 | 1 | 6  | 4  | +2   |  | Saint-Vincent-et-les-Grenadines | 2-2 |     | 1-0 | 1-0 |
| 3    | Nicaragua                       | 7   | 6 | 2 | 1 | 3 | 9  | 11 | -2   |  | Nicaragua                       | 1-2 | 1-1 |     | 3-1 |
| 4    | Dominique                       | 3   | 6 | 1 | 0 | 5 | 3  | 14 | -11  |  | Dominique                       | 1-2 | 1-0 | 0-4 |     |

### Ligue C
Légende des classements
- Promotion en Ligue B et qualification pour les éliminatoires de la Gold Cup 2021

#### Groupe A
| Rang | Équipe                      | Pts | J | G | N | P | Bp | Bc | Diff |  | Résultats (▼ dom., ► ext.)  |     |     |     |     |
| ---- | --------------------------- | --- | - | - | - | - | -- | -- | ---- |  | --------------------------- | --- | --- | --- | --- |
| 1    | Barbade                     | 12  | 6 | 4 | 0 | 2 | 14 | 4  | +10  |  | Barbade                     |     | 3-0 | 4-0 | 1-0 |
| 2    | Îles Caïmans                | 12  | 6 | 4 | 0 | 2 | 7  | 8  | -1   |  | Îles Caïmans                | 3-2 |     | 1-0 | 1-0 |
| 3    | Saint-Martin                | 9   | 6 | 3 | 0 | 3 | 7  | 8  | -1   |  | Saint-Martin                | 1-0 | 3-0 |     | 1-2 |
| 4    | Îles Vierges des États-Unis | 3   | 6 | 1 | 0 | 5 | 3  | 11 | -8   |  | Îles Vierges des États-Unis | 0-4 | 0-2 | 1-2 |     |

#### Groupe B
| Rang | Équipe                    | Pts | J | G | N | P | Bp | Bc | Diff |  | Résultats (▼ dom., ► ext.) |     | Drapeau de Bonaire |     |
| ---- | ------------------------- | --- | - | - | - | - | -- | -- | ---- |  | -------------------------- | --- | ------------------ | --- |
| 1    | Bahamas                   | 10  | 4 | 3 | 1 | 0 | 10 | 2  | +8   |  | Bahamas                    |     | 2-1                | 3-0 |
| 2    | Bonaire                   | 7   | 4 | 2 | 1 | 1 | 10 | 8  | +2   |  | Bonaire                    | 1-1 |                    | 4-2 |
| 3    | Îles Vierges britanniques | 0   | 4 | 0 | 0 | 4 | 5  | 15 | -10  |  | Îles Vierges britanniques  | 0-4 | 3-4                |     |

#### Groupe C
| Rang | Équipe     | Pts | J | G | N | P | Bp | Bc | Diff |  | Résultats (▼ dom., ► ext.) |     |     |      |
| ---- | ---------- | --- | - | - | - | - | -- | -- | ---- |  | -------------------------- | --- | --- | ---- |
| 1    | Guatemala  | 12  | 4 | 4 | 0 | 0 | 25 | 0  | +25  |  | Guatemala                  |     | 5-0 | 10-0 |
| 2    | Porto Rico | 6   | 4 | 2 | 0 | 2 | 6  | 12 | -6   |  | Porto Rico                 | 0-5 |     | 3-0  |
| 3    | Anguilla   | 0   | 4 | 0 | 0 | 4 | 2  | 21 | -19  |  | Anguilla                   | 0-5 | 2-3 |      |

#### Groupe D
| Rang | Équipe                  | Pts | J | G | N | P | Bp | Bc | Diff |  | Résultats (▼ dom., ► ext.) |     |      |     |
| ---- | ----------------------- | --- | - | - | - | - | -- | -- | ---- |  | -------------------------- | --- | ---- | --- |
| 1    | Guadeloupe              | 12  | 4 | 4 | 0 | 0 | 20 | 2  | +18  |  | Guadeloupe                 |     | 10-0 | 5-1 |
| 2    | Îles Turques-et-Caïques | 6   | 4 | 2 | 0 | 2 | 8  | 17 | -9   |  | Îles Turques-et-Caïques    | 0-3 |      | 3-2 |
| 3    | Sint Maarten            | 0   | 4 | 0 | 0 | 4 | 6  | 15 | -9   |  | Sint Maarten               | 1-2 | 2-5  |     |

## Classement général
| Rang                                 | Nation     | Parcours  |
| ------------------------------------ | ---------- | --------- |
| Médaille d'or, Amérique du Nord      | États-Unis | Vainqueur |
| Médaille d'argent, Amérique du Nord  | Mexique    | Finaliste |
| Médaille de bronze, Amérique du Nord | Honduras   | Troisième |
| 4e                                   | Costa Rica | Quatrième |

### Promotions et relégations
| Promotions | Promotions        | Promotions        |
| Groupe     | Ligue A ← Ligue B | Ligue B ← Ligue C |
| ---------- | ----------------- | ----------------- |
| Groupe A   | Grenade           | Barbade           |
| Groupe B   | Salvador          | Bahamas           |
| Groupe C   | Jamaïque          | Guatemala         |
| Groupe D   | Suriname          | Guadeloupe        |

| Relégations | Relégations       | Relégations                |
| Groupe      | Ligue A → Ligue B | Ligue B → Ligue C          |
| ----------- | ----------------- | -------------------------- |
| Groupe A    | Cuba              | Saint-Christophe-et-Niévès |
| Groupe B    | Bermudes          | Sainte-Lucie               |
| Groupe C    | Trinité-et-Tobago | Aruba                      |
| Groupe D    | Haïti             | Dominique                  |

## Meilleurs buteurs
| Rang | Buteur           | Pays       | Buts |
| ---- | ---------------- | ---------- | ---- |
| 1    | Jordan Morris    | États-Unis | 4    |
| 2    | Nahki Wells      | Bermudes   | 3    |
| 2    | Junior Hoilett   | Canada     | 3    |
| 2    | José Juan Macías | Mexique    | 3    |
| 2    | Weston McKennie  | États-Unis | 3    |
| 2    | Josh Sargent     | États-Unis | 3    |
| 7    | 10 joueurs       | 10 joueurs | 2    |
| 16   | 29 joueurs       | 29 joueurs | 1    |

| Rang | Buteur               | Pays                            | Buts |
| ---- | -------------------- | ------------------------------- | ---- |
| 1    | Gleofilo Vlijter     | Suriname                        | 10   |
| 2    | Jamal Charles        | Grenade                         | 6    |
| 3    | Trayon Bobb          | Guyana                          | 4    |
| 3    | Shamar Nicholson     | Jamaïque                        | 4    |
| 3    | Rowan Liburd         | Saint-Christophe-et-Niévès      | 4    |
| 6    | Juan Carlos Portillo | Salvador                        | 3    |
| 6    | Carlos Chavarría     | Nicaragua                       | 3    |
| 6    | Cornelius Stewart    | Saint-Vincent-et-les-Grenadines | 3    |
| 9    | 14 joueurs           | 14 joueurs                      | 2    |

| Rang | Buteur              | Pays                    | Buts |
| ---- | ------------------- | ----------------------- | ---- |
| 1    | Raphaël Mirval      | Guadeloupe              | 7    |
| 2    | Danilo Guerra       | Guatemala               | 6    |
| 3    | Gerwin Lake         | Sint Maarten            | 5    |
| 4    | Marvin Ceballos     | Guatemala               | 4    |
| 4    | Yannick Bellechasse | Saint-Martin            | 4    |
| 4    | Billy Forbes        | Îles Turques-et-Caïques | 4    |
| 7    | 6 joueurs           | 6 joueurs               | 3    |
| 12   | 13 joueurs          | 13 joueurs              | 2    |